# Kawasaki C-2
El Kawasaki C-2 , anteriormente conocido como C-X, es un avión de transporte militar bimotor de medio alcance desarrollado por la compañía japonesa Kawasaki Heavy Industries para la Fuerza Aérea de Autodefensa de Japón (JASDF por sus siglas en inglés). La Fuerza Aérea de Autodefensa tiene previsto adquirir 40 unidades del C-2, para reemplazar a los anticuados aviones de transporte Kawasaki C-1 y C-130 Hercules de la JASDF.

## Desarrollo
En 2001, la Agencia Japonesa de Defensa (posteriormente Ministerio de Defensa Japonés) decidió abrir un programa de adquisición para reemplazar a su antigua flota de aviones de transporte, compuesta por aeronaves Kawasaki C-1 y C-130 Hercules. Tras estudiar las propuestas de aviones de fabricación foránea, como el C-130J Super Hercules, C-17 Globemaster III, y el Airbus A400M, la Agencia Japonesa de Defensa concluyó que dichas aeronaves no ofrecían las capacidades que la JASDF requería. La Agencia Japonesa de Defensa decidió que la mejor opción era desarrollar un avión de transporte propio, denominado C-X.
Kawasaki Heavy Industries fue la elegida para desarrollar la aeronave C-X, junto al Kawasaki P-X para así ahorrar en costes. La mayor parte de los componentes son compartidos tanto en el C-X como en el P-X.  A fecha de 2007, el coste total del desarrollo de ambas aeronaves había sido de 345.000 millones de yenes. 
La aeronave fue presentada al público el 4 de julio de 2007, junto al proyecto gemelo, el P-X (posteriormente Kawasaki P-1). El primer vuelo estaba previsto que se realizase en septiembre de 2007. Sin embargo, tras las primeras las pruebas del P-X, se descubrió que el estabilizador horizontal se deformaba. Esto también afectaba al C-X, a lo que también se le añadieron otros problemas de las pruebas estáticas, como roturas en el tren de aterrizaje y en el fuselaje. 
El C-X fue redesignado como C-2 posteriormente. El vuelo inaugural del C-2 tuvo lugar desde el Aeropuerto de Gifu el 26 de enero de 2010. El Ministerio de Defensa Japonés anunció que el vuelo tuvo una duración de una hora y que todos los equipamientos funcionaron sin problemas. Kawasaki entregó la primera aeronave de prueba a la Fuerza Aérea de Autodefensa de Japón el 30 de marzo de 2010. Video del primer vuelo
De acuerdo al Chunichi Shimbun, el coste unitario de la aeronave es de 10 000 millones de yenes.

## Operadores
Japón
- Fuerza Aérea de Autodefensa de Japón: Primera unidad entregada en octubre de 2020.[12]

## Especificaciones (C-2)
Referencia datos: khi.co.jp flightglobal.com

### Características generales
- Tripulación: 3 (piloto, copiloto, jefe de carga)
- Capacidad: 16×4×4 m³ (largo×acho×alto)
- Carga: 37.600 kg
- Longitud: 43,9 m
- Envergadura: 44,4 m
- Altura: 14,2 m
- Superficie alar: 120,5 m²
- Peso vacío: 60.800 kg
- Peso cargado: 120.100 kg
- Peso máximo al despegue: 120.100 kg
- Planta motriz: 2× turbofán CF6-80C2K1F[15].
  - Empuje normal: 265,7 kN (27 097 kgf; 59 740 lbf) de empuje cada uno.

### Rendimiento
- Velocidad crucero (Vc): 890 km/h (553 MPH; 481 kt)
- Alcance: 6500 km (3510 nmi; 4039 mi) con carga de 30 toneladas
- Alcance en ferry: 9800 Kilómetros
- Techo de vuelo: 12 192 m (40 000 ft)

### Desarrollos relacionados
- Kawasaki C-1
- Kawasaki P-1
- Kawasaki YPX

### Aeronaves similares
- Airbus A400M
- Antonov An-70
- Embraer C-390
- / Ilyushin Il-214